# خبیه
خبیه (به لهستانی:  Chybie) یک روستا در لهستان است که در گمینا خبیه واقع شده‌است. خبیه ۱۱٫۲۲ کیلومتر مربع مساحت و ۳٬۹۰۰ نفر جمعیت دارد و ۲۵۴ متر بالاتر از سطح دریا واقع شده‌است.